# Vitra (мебель)
Vitra — швейцарская семейная мебельная компания со штаб-квартирой в Бирсфельдене. Она производит продукцию многих дизайнеров мебели. Компания Vitra также известна работами известных архитекторов, которые украшают её помещения в Вайль-ам-Райне, Германия, в частности, музей дизайна Vitra.

## История
Компания Vitra была основана Вилли и Эрикой Фельбаум в 1950 году. В 1953 году пара посетила Нью-Йорк и открыла для себя дизайн мебели Чарльза и Рэя Имсов, а также Джорджа Нельсона. Фельбаум договорился с Германом Миллером о производстве предметов, разработанных этими дизайнерами в Европе и начал производство в 1957 году.
В 1967 году компания Vitra представила стул Panton от Вернера Пантона — первый консольный стул из пластика. В 1977 году Рольф Фелбаум взял на себя управление Vitra.
В 1984 году партнёрские отношения с Германом Миллером были прекращены по обоюдному согласию. Впоследствии Vitra получила права на дизайн Чарльза и Рэя Имзов и Джорджа Нельсона для Европы и Ближнего Востока.
Ассортимент Vitra включает дизайнерскую мебель для офисов, домов и общественных помещений. В 2002 году компания вышла на рынок домашней мебели. Коллекция Home, выпущенная в 2004 году, включает классические предметы мебели от Чарльза и Рэя Имз, Джорджа Нельсона, Вернера Пантона, Александра Жирара и Жана Пруве, а также работы таких дизайнеров, как Антонио Читтерио, Джаспер Моррисон, Альберто Меда, Мартен ван Северен, Ронан и Эрван Буруллек, Хэлла Йонгериус и Барбер Осгерби.
В 1981 году крупный пожар уничтожил большую часть производственных мощностей Vitra в Вайль-на-Рейне. Британскому архитектору Николасу Гримшоу было поручено спроектировать новые заводские здания и разработать генеральный план кампуса компании. Вдохновившись знакомством с Фрэнком Гери в середине 1980-х годов, компания Vitra отошла от плана Гримшоу по созданию единого корпоративного проекта. С тех пор на территории Vitra в Вайль-на-Рейне была возведена группа зданий, спроектированных архитекторами широкого профиля, в том числе Фрэнком Гери (музей дизайна Vitra и здание фабрики, 1989), Заха Хадид (пожарная часть Vitra, 1993), Тадао Андо (конференц-павильон, 1993), Алвару Сиза (здание фабрики, перекрытие прохода, автостоянка, 1994), Herzog & de Meuron (VitraHaus, 2010) и SANAA (здание фабрики, 2011).
С целью сделать коллекцию доступной для публики был создан музей как независимый фонд, занимающийся исследованиями и популяризацией дизайна и архитектуры. Музей дизайна Vitra, построенный в 1989 году Фрэнком Гери, стал первым общественным зданием на территории кампуса, а также первым зданием архитектора в Европе.
Пожарная станция Vitra от Захи Хадид была первым завершённым зданием иракского архитектора. Здание состоит из гаража для пожарных машин, душевых и раздевалок для пожарных, а также конференц-зала с кухней. Пожарная часть — скульптура из монолитного бетона, которая контрастирует с ортогональным порядком соседних заводских зданий, подобно застывшему изображению взрыва на фотографии. В настоящее время здание функционирует как выставочное пространство.
В 1989 году на территории завода Vitra был построен конференц-павильон японского архитектора Тадао Андо. Это была первая работа Андо за пределами Японии. Здание, спроектированное в сдержанном направлении, включает в себя несколько конференц-залов. Оно отличается упорядоченной пространственной структурой, при этом большая часть его объёма скрыта под землёй. Поразительной особенностью является дорожка, ведущая к павильону, которая ассоциируется с дорожками для медитаций в садах японских монастырей.
В 2000 году кампус был дополнен Куполом (англ. Dome) — лёгкой конструкцией по проекту Ричарда Бакминстера Фуллера, разработанной Т. К. Ховардом в компании Charter Industries в 1975 году и перенесённой из Детройта, США, в Вайль-на-Рейне. В настоящее время Купол используется как пространство для проведения мероприятий. В 2003 году заправочная станция французского дизайнера Жана Пруве, построенная в 1953 году, была перенесена в кампус Vitra.
VitraHaus от Herzog & de Meuron — последнее дополнение к кампусу Vitra — открылось в 2010 году как флагманский магазин компании и дом коллекции Vitra Home. Концепция VitraHaus объединяет две темы, которые неоднократно встречаются в творчестве архитекторов из Базеля: тему архетипичного дома и тему сложенных друг на друга объёмов.
В июне 2014 года была открыта башня Vitra Slide Tower.

## Галерея

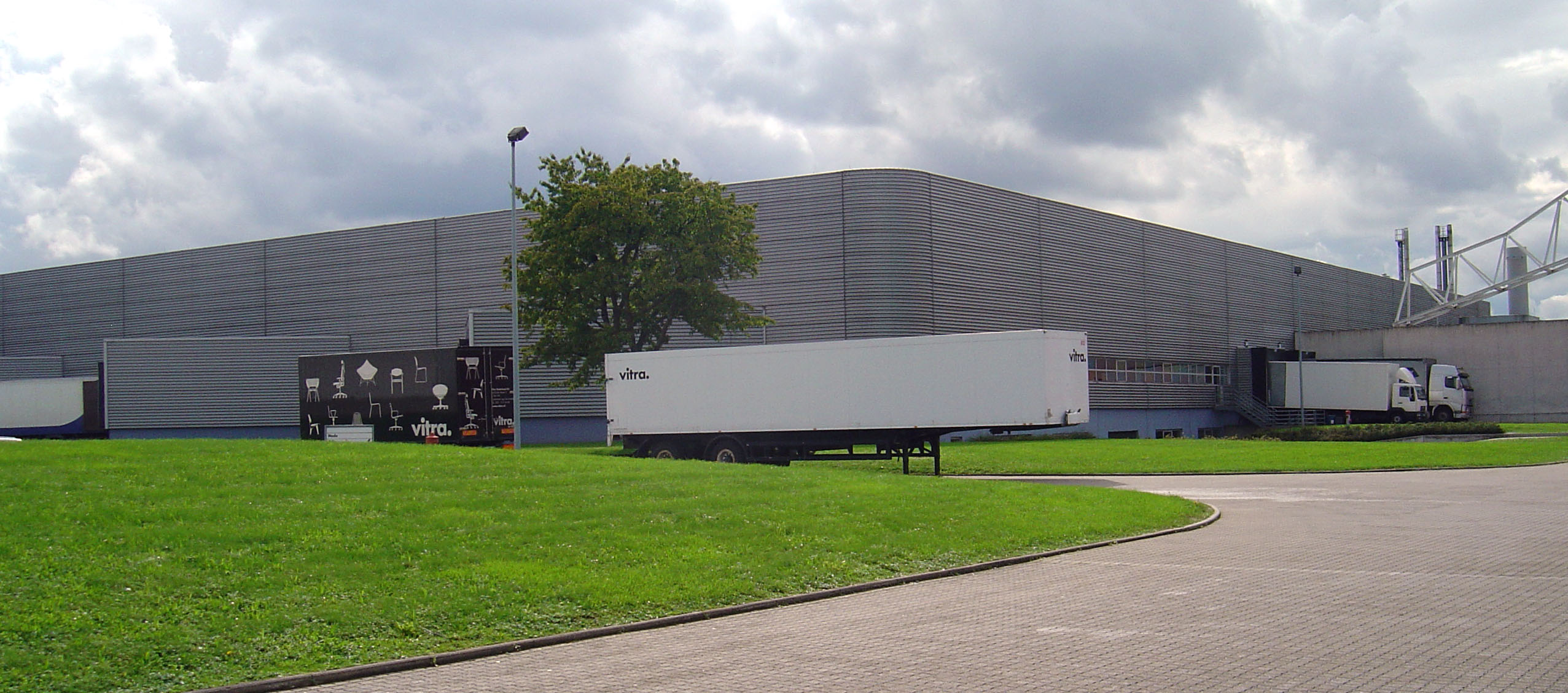
Здание фабрики, Николас Гримшоу
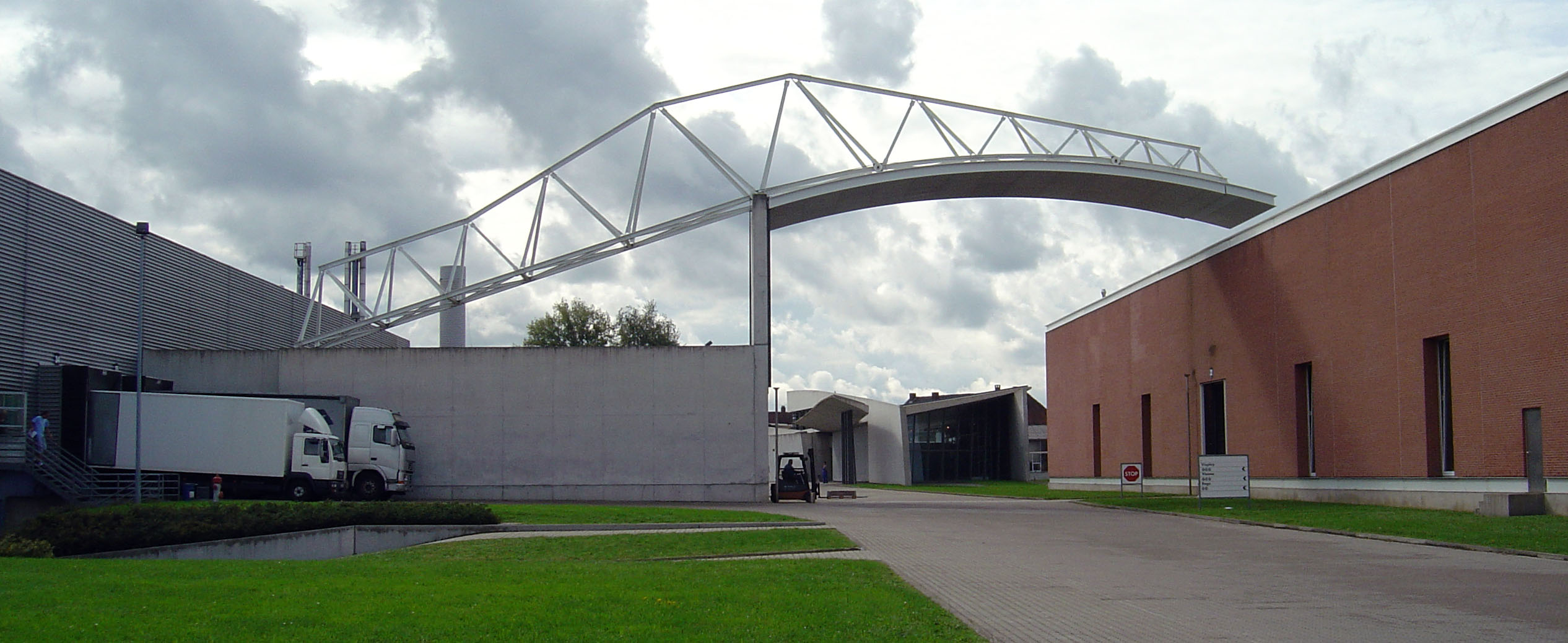
Перекрытие здания фабрики и прохода, Алвару Сиза
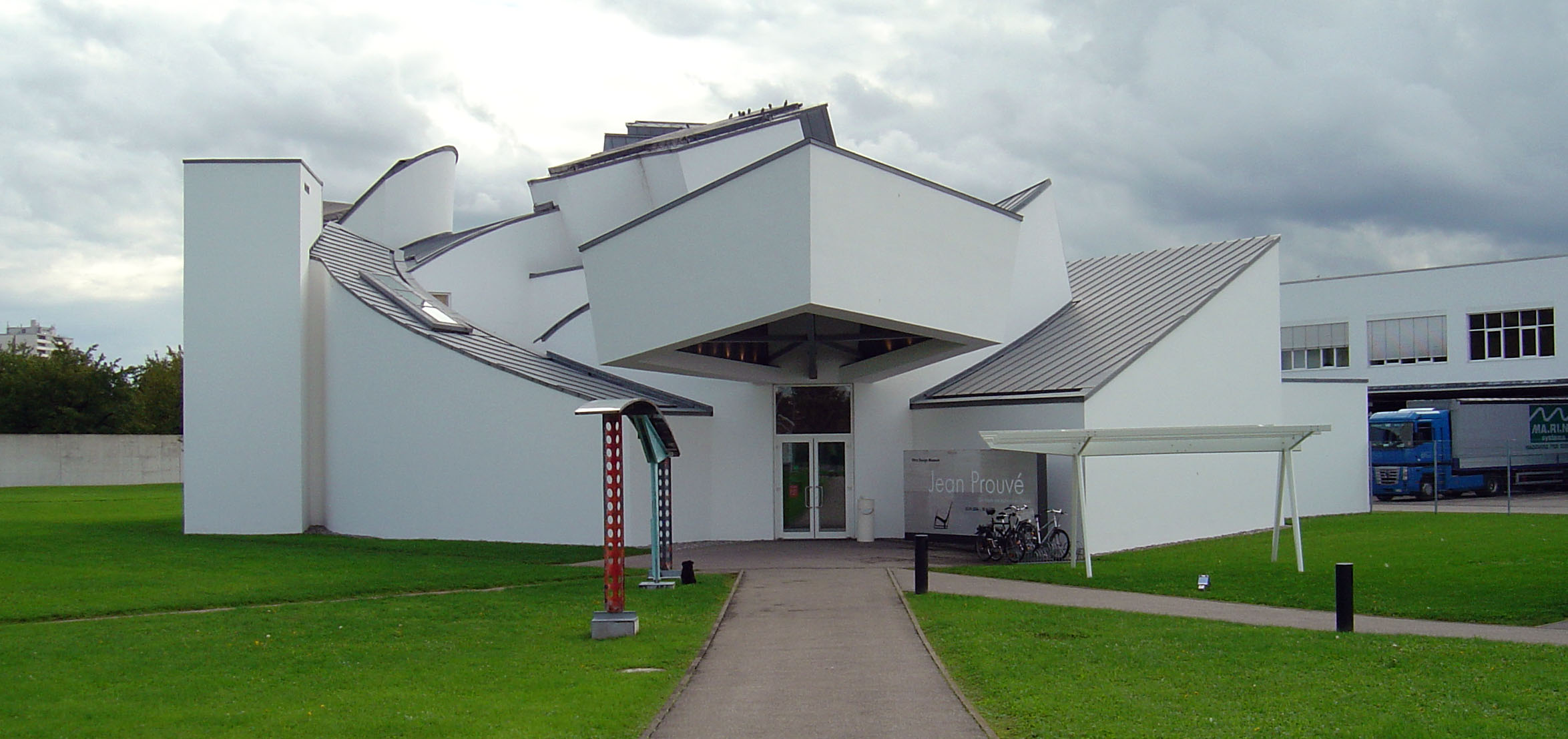
Музей дизайна Витра, Фрэнк Гери
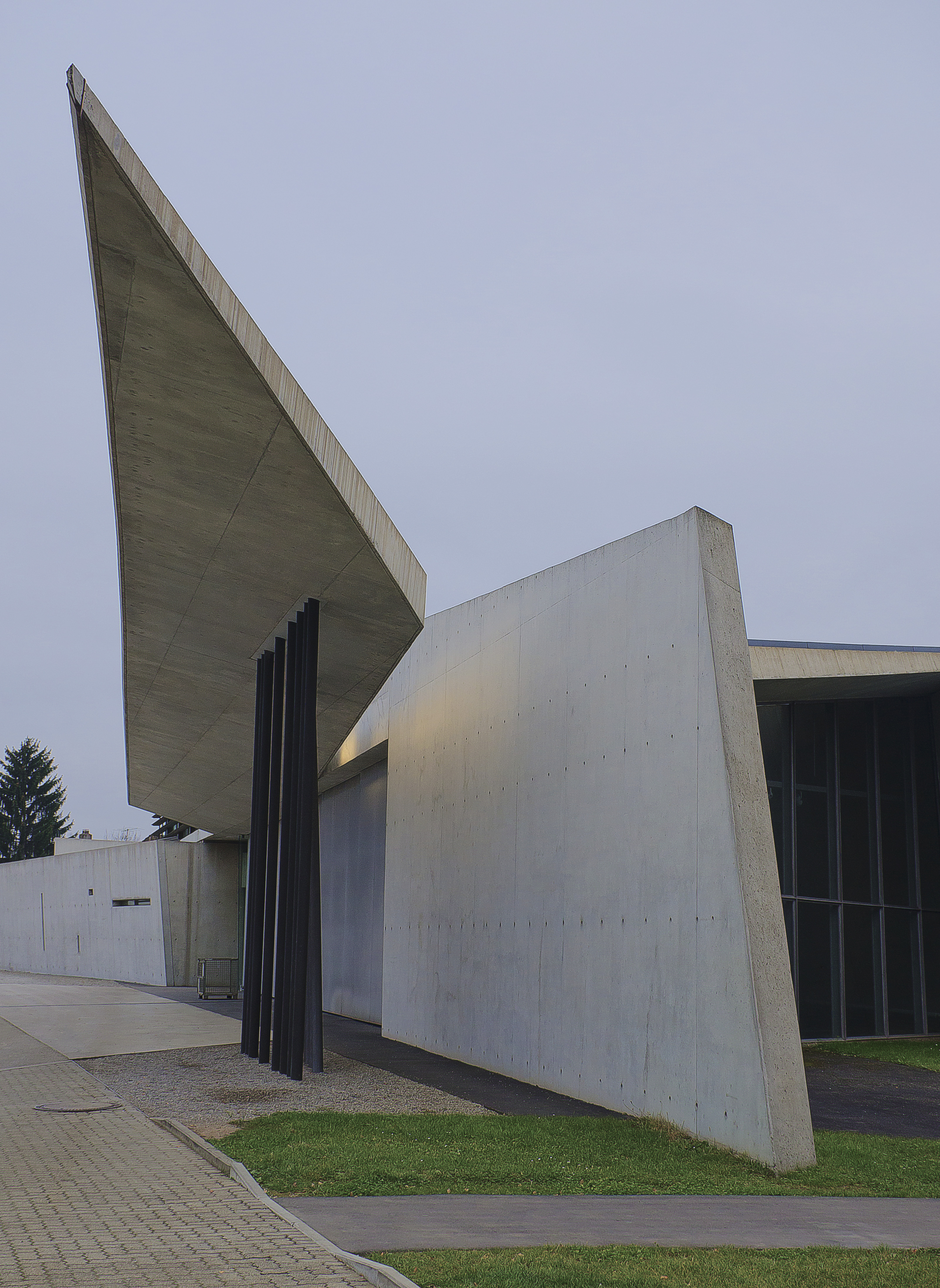
Пожарная станция Витра, Заха Хадид
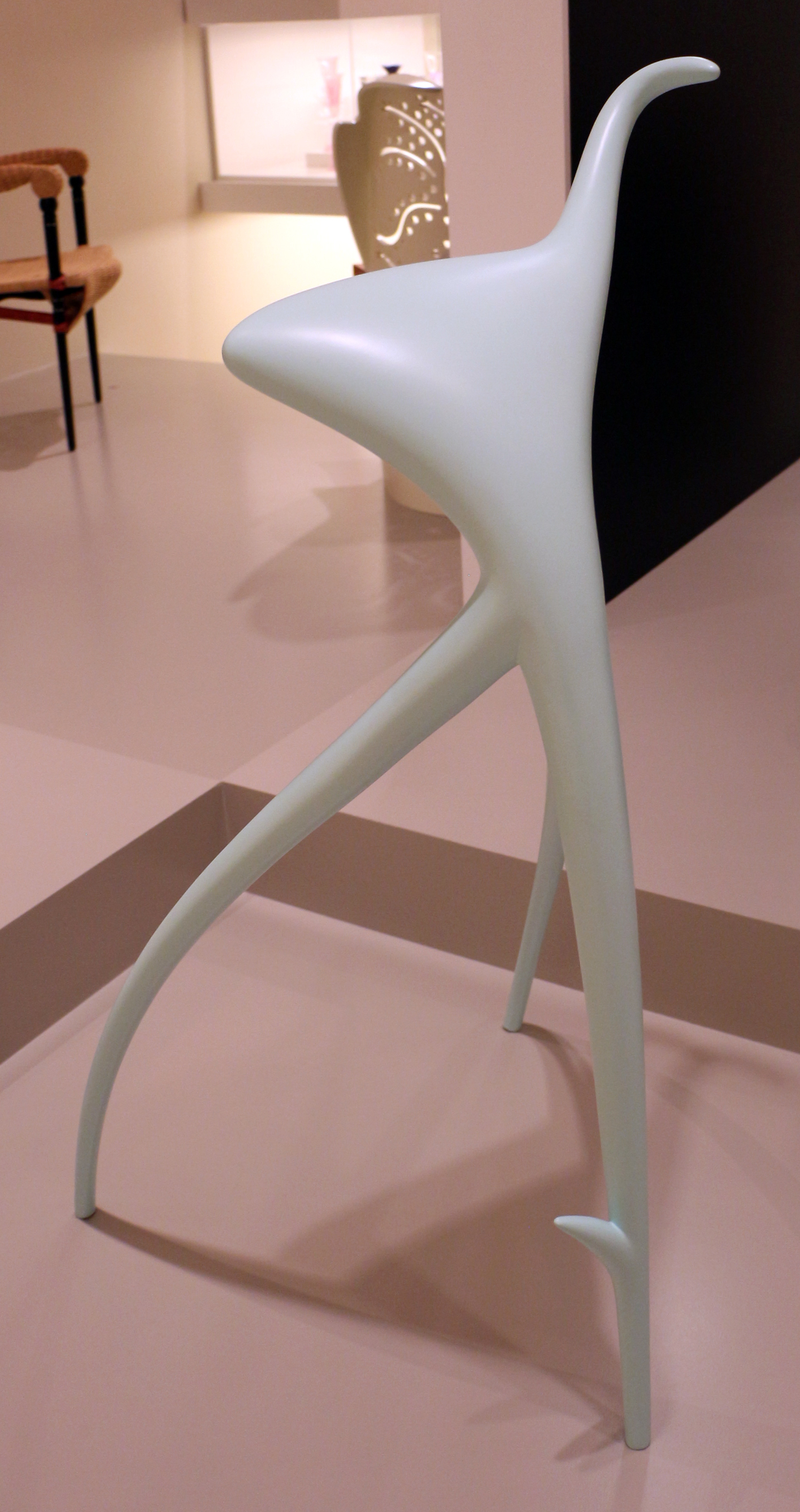
Табурет W.W., разработанный Филиппом Старком